# سبيددشت
سبيددشت (بالفارسية: سپیددشت) هي مدينة تقع في إيران في Papi District. يقدر عدد سكانها بـ 3,197 نسمة .